# Jelena Janković
Jelena Janković (serbi: Јелена Јанковић, Jelena Janković, Belgrad, Iugoslàvia, 28 de febrer de 1985) és una jugadora de tennis sèrbia retirada que fou número 1 del rànquing individual durant divuit setmanes l'any 2008.
En el seu palmarès hi ha quinze títols individuals del circuit WTA i dos més en dobles femenins. La seva fita més destacada fou el títol de dobles mixts a Wimbledon l'any 2007. Malgrat no haver anunciat mai oficialment la seva retirada, no disputa cap torneig des de 2017. Va formar part de l'equip serbi de Fed Cup i, de fet, és la tennista del país amb més victòries.
Va mantenir una important rivalitat amb la seva compatriota Ana Ivanović, dos anys menor, i de fet, es van disputar en un partit de semifinals de Roland Garros escalar fins al número 1 del rànquing individual de la WTA per esdevenir la primera tennista sèrbia en aconseguir aquesta fita.

## Biografia
Filla petita de Veselin i Snežana Janković, ambdós economistes. Té dos germans grans anomenats Marko i Stefan. Va començar a estudiar ciències econòmiques a la Universitat Megatrend de Belgrad, però va haver d'aparcar els estudis per dedicar-se íntegrament a la seva carrera tennística. Posteriorment els va recuperar i va graduar-se.
Va començar a jugar a tennis amb nou anys gràcies al seu germà Marko, que era preparador físic. Per seguir la seva evolució, es va traslladar als Estats Units per entrenar-se en la Tennis Academy of Nick Bollettieri.
Va realitzar un documental autobiogràfic l'any 2008 titulat Jelenin svet (El món de Jelena), en la qual hi van participar diverses tennistes que van rivalitzar amb ella.
El desembre de 2007 va esdevenir Ambaixador de Bona Voluntat d'UNICEF per Sèrbia, seguint els passos de la seva compatriota Ana Ivanović.
Va tenir una filla junt al doctor serbi Branko Barac, amb qui havia iniciat una relació sentimental un any abans.

## Torneigs de Grand Slam

### Individual: 1 (0−1)
| Resultat  | Núm. | Any  | Torneig | Oponent         | Marcador |
| --------- | ---- | ---- | ------- | --------------- | -------- |
| Finalista | 1.   | 2008 | US Open | Serena Williams | 4−6, 5−7 |

### Dobles femenins: 1 (1−0)
| Resultat   | Núm. | Any  | Torneig   | Parella      | Oponents                    | Marcador      |
| ---------- | ---- | ---- | --------- | ------------ | --------------------------- | ------------- |
| Guanyadora | 1.   | 2007 | Wimbledon | Jamie Murray | Alicia Molik Jonas Björkman | 6−4, 3−6, 6−1 |

## Palmarès

### Individual: 36 (15−21)
| Abans de 2009                | Després de 2009         |
| ---------------------------- | ----------------------- |
| Grand Slam (0−1)             |                         |
| WTA Tour Championships (0−0) |                         |
| Tier I (4−2)                 | Premier Mandatory (1−0) |
| Tier II (2−4)                | Premier 5 (1−3)         |
| Tier III (1−2)               | Premier (0−1)           |
| Tier IV i V (2−1)            | International (2−3)     |

| Títols per superfície |
| --------------------- |
| Dura (7−15)           |
| Gespa (1−3)           |
| Terra batuda (6−3)    |
| Moqueta (1−0)         |

| Resultat   | Núm. | Data                   | Torneig                         | Superfície   | Oponent               | Marcador         |
| ---------- | ---- | ---------------------- | ------------------------------- | ------------ | --------------------- | ---------------- |
| Guanyadora | 1.   | 2 de maig de 2004      | Budapest, Hongria               | Terra batuda | Martina Suchá         | 7−6(4), 6−3      |
| Finalista  | 1.   | 7 de març de 2005      | Dubai, Emirats Àrabs Units      | Dura         | Lindsay Davenport     | 4−6, 6−3, 4−6    |
| Finalista  | 2.   | 12 de juny de 2005     | Birmingham, Regne Unit          | Gespa        | Maria Xaràpova        | 2−6, 6−4, 1−6    |
| Finalista  | 3.   | 2 d'octubre de 2005    | Seül, Corea del Sud             | Dura         | Nicole Vaidišová      | 5−7, 3−6         |
| Finalista  | 4.   | 13 d'agost de 2006     | Carson, Estats Units            | Dura         | Ielena Deméntieva     | 3−6, 6−4, 4−6    |
| Guanyadora | 2.   | 6 de gener de 2007     | Auckland, Nova Zelanda          | Dura         | Vera Zvonariova       | 7−6(9), 5−7, 6−3 |
| Finalista  | 5.   | 13 de gener de 2007    | Sydney, Austràlia               | Dura         | Kim Clijsters         | 6−4, 6−7(1), 4−6 |
| Guanyadora | 3.   | 15 d'abril de 2007     | Charleston, Estats Units        | Terra batuda | Dinara Safina         | 6−2, 6−2         |
| Guanyadora | 4.   | 20 de maig de 2007     | Roma, Itàlia                    | Terra batuda | Svetlana Kuznetsova   | 7−5, 6−1         |
| Guanyadora | 5.   | 17 de juny de 2007     | Birmingham                      | Gespa        | Maria Xaràpova        | 4−6, 6−3, 7−5    |
| Finalista  | 6.   | 25 de juny de 2007     | 's-Hertogenbosch, Països Baixos | Gespa        | Anna Chakvetadze      | 6−7(2), 6−3, 3−6 |
| Finalista  | 7.   | 20 d'agost de 2007     | Mont-real, Canadà               | Dura         | Justine Henin         | 6−7(3), 5−7      |
| Finalista  | 8.   | 23 de setembre de 2007 | Pequín, Xina                    | Dura         | Ágnes Szávay          | 7−6(7), 5−7, 2−6 |
| Finalista  | 9.   | 6 d'abril de 2008      | Miami, Estats Units             | Dura         | Serena Williams       | 1−6, 7−5, 3−6    |
| Guanyadora | 6.   | 18 de maig de 2008     | Roma (2)                        | Terra batuda | Alizé Cornet          | 6−2, 6−2         |
| Finalista  | 10.  | 8 de setembre de 2008  | US Open, Estats Units           | Dura         | Serena Williams       | 4−6, 5−7         |
| Guanyadora | 7.   | 28 de setembre de 2008 | Pequín                          | Dura         | Svetlana Kuznetsova   | 6−3, 6−2         |
| Guanyadora | 8.   | 5 d'octubre de 2008    | Stuttgart, Alemanya             | Dura (i)     | Nàdia Petrova         | 6−4, 6−3         |
| Guanyadora | 9.   | 12 d'octubre de 2008   | Moscou, Rússia                  | Dura (i)     | Vera Zvonariova       | 6−2, 6−4         |
| Guanyadora | 10.  | 12 d'abril de 2009     | Marbella, Espanya               | Terra batuda | Carla Suárez Navarro  | 6−3, 3−6, 6−3    |
| Guanyadora | 11.  | 16 d'agost de 2009     | Cincinnati, Estats Units        | Dura         | Dinara Safina         | 6−4, 6−2         |
| Finalista  | 11.  | 2 d'octubre de 2009    | Tòquio, Japó                    | Dura         | Maria Xaràpova        | 2−5, retirada    |
| Guanyadora | 12.  | 21 de març de 2010     | Indian Wells, Estats Units      | Dura         | Caroline Wozniacki    | 6−2, 6−4         |
| Finalista  | 12.  | 8 de maig de 2010      | Roma                            | Terra batuda | M.J. Martínez Sánchez | 6−7(5), 5−7      |
| Finalista  | 13.  | 6 de març de 2011      | Monterrey, Mèxic                | Dura         | A. Pavliutxénkova     | 6−2, 2−6, 3−6    |
| Finalista  | 14.  | 21 d'agost de 2011     | Cincinnati                      | Dura         | Maria Xaràpova        | 6−4, 6−7(3), 3−6 |
| Finalista  | 15.  | 17 de juny de 2012     | Birmingham (2)                  | Gespa        | Melanie Oudin         | 4−6, 2−6         |
| Finalista  | 16.  | 24 d'agost de 2012     | Dallas, Estats Units            | Dura         | Roberta Vinci         | 5−7, 3−6         |
| Guanyadora | 13.  | 24 de febrer de 2013   | Bogotà, Colòmbia                | Terra batuda | Paula Ormaechea       | 6−1, 6−2         |
| Finalista  | 17.  | 7 d'abril de 2013      | Charleston                      | Terra batuda | Serena Williams       | 6−3, 0−6, 2−6    |
| Finalista  | 18.  | 6 d'octubre de 2013    | Pequín (2)                      | Dura         | Serena Williams       | 2−6, 2−6         |
| Finalista  | 19.  | 13 d'abril de 2014     | Bogotà                          | Terra batuda | Caroline Garcia       | 3−6, 4−6         |
| Finalista  | 20.  | 22 de març de 2015     | Indian Wells                    | Dura         | Simona Halep          | 6−2, 5−7, 4−6    |
| Guanyadora | 14.  | 26 de setembre de 2015 | Canton, Xina                    | Dura         | Denisa Allertová      | 6−2, 6−0         |
| Guanyadora | 15.  | 18 d'octubre de 2015   | Hong Kong, Hong Kong            | Dura         | Angelique Kerber      | 3−6, 7−6(4), 6−1 |
| Finalista  | 21.  | 24 de setembre de 2016 | Canton                          | Dura         | Lesia Tsurenko        | 4−6, 6−3, 4−6    |

#### Períodes com a número 1
| Núm. | Predecessora    | Dates                   | Successora      | Setmanes | Acumulat |
| ---- | --------------- | ----------------------- | --------------- | -------- | -------- |
| 1.   | Ana Ivanović    | 11/08/2008 − 17/08/2008 | Ana Ivanović    | 1        | 1        |
| 2.   | Serena Williams | 06/10/2008 − 01/02/2009 | Serena Williams | 17       | 18       |

### Dobles femenins: 5 (2−3)
| Abans de 2009                | Després de 2009         |
| ---------------------------- | ----------------------- |
| Grand Slam (0−0)             |                         |
| WTA Tour Championships (0−0) |                         |
| Tier I (0−0)                 | Premier Mandatory (0−0) |
| Tier II (0−0)                | Premier 5 (1−0)         |
| Tier III (1−0)               | Premier (0−0)           |
| Tier IV i V (0−0)            | International (0−3)     |

| Títols per superfície |
| --------------------- |
| Dura (1−1)            |
| Gespa (1−2)           |
| Terra batuda (0−0)    |

| Resultat   | Núm. | Data                 | Torneig                         | Superfície | Parella                   | Oponents                          | Marcador         |
| ---------- | ---- | -------------------- | ------------------------------- | ---------- | ------------------------- | --------------------------------- | ---------------- |
| Guanyadora | 1.   | 18 de juny de 2006   | Birmingham, Regne Unit          | Gespa      | Li Na                     | Jill Craybas Liezel Huber         | 6−2, 6−4         |
| Guanyadora | 2.   | 11 d'agost de 2013   | Toronto, Canadà                 | Dura       | Katarina Srebotnik        | Anna-Lena Grönefeld Květa Peschke | 5−7, 6−2, [10−6] |
| Finalista  | 1.   | 14 de juny de 2015   | 's-Hertogenbosch, Països Baixos | Gespa      | Anastassia Pavliutxénkova | Asia Muhammad Laura Siegemund     | 3−6, 5−7         |
| Finalista  | 2.   | 27 de juliol de 2015 | Istanbul, Turquia               | Dura       | Çağla Büyükakçay          | Daria Gavrilova Elina Svitòlina   | 7−5, 1−6, [4−10] |
| Finalista  | 3.   | 25 de juny de 2017   | Mallorca, Espanya               | Gespa      | Anastasija Sevastova      | Chan Yung-jan Martina Hingis      | Renúncia         |

### Equips: 2 (0−2)
| Resultat  | Núm. | Data                    | Torneig                                | Superfície | Equip                                            | Oponents                                                      | Marcador |
| --------- | ---- | ----------------------- | -------------------------------------- | ---------- | ------------------------------------------------ | ------------------------------------------------------------- | -------- |
| Finalista | 1.   | 3−4 de novembre de 2012 | Copa Federació, Praga, República Txeca | Dura (i)   | Ana Ivanović Bojana Jovanovski Aleksandra Krunić | Andrea Hlaváčková Lucie Hradecká Petra Kvitová Lucie Šafářová | 1−3      |
| Finalista | 2.   | 4 de gener de 2008      | Copa Hopman, Perth, Austràlia          | Dura       | Novak Đoković                                    | Serena Williams Mardy Fish                                    | 1−2      |

## Trajectòria

### Individual
| Torneig | 2001        | 2002        | 2003        | 2004        | 2005        | 2006        | 2007        | 2008        | 2009        | 2010        | 2011        | 2012  | 2013        | 2014        | 2015        | 2016  | 2017 | Títols    | V – D     |
| --- | ----------- | ----------- | ----------- | ----------- | ----------- | ----------- | ----------- | ----------- | ----------- | ----------- | ----------- | ----- | ----------- | ----------- | ----------- | ----- | ---- | --------- | --------- |
| Open d'Austràlia | A           | A           | 2R          | 2R          | 2R          | 2R          | 4R          | SF          | 4R          | 3R          | 2R          | 4R    | 3R          | 4R          | 1R          | 2R    | 3R   | 0 / 15    | 29 − 15   |
| Roland Garros | A           | A           | Q2          | 1R          | 1R          | 3R          | SF          | SF          | 4R          | SF          | 4R          | 2R    | QF          | 4R          | 1R          | 1R    | 1R   | 0 / 14    | 31 − 14   |
| Wimbledon | A           | A           | Q1          | 1R          | 3R          | 4R          | 4R          | 4R          | 3R          | 4R          | 1R          | 1R    | 2R          | 1R          | 4R          | 2R    | 1R   | 0 / 14    | 21 − 14   |
| US Open | A           | Q1          | Q3          | 2R          | 3R          | SF          | QF          | F           | 2R          | 3R          | 3R          | 3R    | 4R          | 4R          | 1R          | 2R    | 1R   | 0 / 14    | 32 − 14   |
| Jocs Olímpics | No celebrat | No celebrat | No celebrat | 1R          | No celebrat | No celebrat | No celebrat | QF          | No celebrat | No celebrat | No celebrat | 1R    | No celebrat | No celebrat | No celebrat | A     | NC   | 0 / 3     | 3 − 3     |
| WTA Championships | A           | A           | A           | A           | A           | A           | RR          | SF          | SF          | RR          | A           | A     | SF          | A           | A           | A     | A    | 0 / 5     | 5 − 13    |
| WTA Elite Trophy | No celebrat | No celebrat | No celebrat | No celebrat | No celebrat | No celebrat | No celebrat | No celebrat | A           | A           | A           | A     | A           | A           | RR          | A     | A    | 0 / 1     | 1 − 1     |
| Total Victòries−Derrotes | 1−1         | 2−4         | 3−9         | 27−26       | 36−29       | 45−27       | 72−25       | 65−20       | 46−19       | 38−23       | 38−22       | 32−30 | 46−21       | 38−22       | 39−20       | 23−23 | 6−19 | 545 − 340 | 545 − 340 |
| Rànquing final d'any | 361         | 194         | 85          | 28          | 22          | 12          | 3           | 1           | 8           | 8           | 14          | 22    | 8           | 16          | 21          | 55    | 153  |           |           |
| Llegenda: G: Guanyadora; F: Finalista; SF: Semifinalista; QF: Quarts de final; Q: Qualificació; A: Absent; RR: Round Robin; |             |             |             |             |             |             |             |             |             |             |             |       |             |             |             |       |      |           |           |

### Dobles femenins
| Open d'Austràlia | A   | 2R          | 1R          | 1R          | 3R | A           | 2R          | A           | A   | 3R          | 2R          | 1R          | 1R  | 1R  | 0 / 10 | 6 − 10  |
| Roland Garros | A   | 1R          | 1R          | 2R          | A  | A           | A           | 2R          | A   | 3R          | 3R          | A           | A   | 1R  | 0 / 7  | 5 − 7   |
| Wimbledon | A   | 1R          | 2R          | A           | A  | A           | 3R          | 1R          | 1R  | QF          | 1R          | 1R          | 3R  | 1R  | 0 / 10 | 8 − 9   |
| US Open | A   | 2R          | 3R          | 1R          | A  | A           | 1R          | 2R          | 1R  | 3R          | 3R          | 3R          | 1R  | 2R  | 0 / 11 | 11 − 11 |
| Jocs Olímpics | A   | No celebrat | No celebrat | No celebrat | A  | No celebrat | No celebrat | No celebrat | A   | No celebrat | No celebrat | No celebrat | 1R  | NC  | 0 / 1  | 0 − 1   |
| Rànquing final d'any | 293 | 139         | 43          | 107         | −  | −           | 102         | 137         | 304 | 20          | 47          | 63          | 130 | 134 |        |         |
| Llegenda: G: Guanyadora; F: Finalista; SF: Semifinalista; QF: Quarts de final; Q: Qualificació; A: Absent; RR: Round Robin; |     |             |             |             |    |             |             |             |     |             |             |             |     |     |        |         |

### Dobles mixts
| Open d'Austràlia | A  | A  | 1R | 2R | A | A | A | A | 2R | A  | A | A | A  | 0 / 3 | 2 − 3 |
| Roland Garros | A  | 1R | A  | A  | A | A | A | A | A  | 2R | A | A | 2R | 0 / 3 | 2 − 3 |
| Wimbledon | 1R | 2R | A  | G  | A | A | A | A | A  | A  | A | A | A  | 1 / 3 | 7 − 1 |
| US Open | A  | 1R | A  | A  | A | A | A | A | A  | A  | A | A | A  | 0 / 1 | 0 − 1 |
| Llegenda: G: Guanyadora; F: Finalista; SF: Semifinalista; QF: Quarts de final; Q: Qualificació; A: Absent; RR: Round Robin; |    |    |    |    |   |   |   |   |    |    |   |   |    |       |       |